# Tapage nocturne (film, 1967)
Pour les articles homonymes, voir Tapage nocturne.
Pour plus de détails, voir Fiche technique et Distribution.
Tapage nocturne (Rock 'n' Rodent) est un cartoon de Tom et Jerry réalisé par Abe Levitow, produit par la Metro-Goldwyn-Mayer sorti en 1967.

## Musique
- Eugene Poddany